# Poullan-sur-Mer
Poullan-sur-Mer település Franciaországban, Finistère megyében. Lakosainak száma 1460 fő (2022. január 1.). Poullan-sur-Mer Beuzec-Cap-Sizun, Douarnenez, Mahalon, Confort-Meilars és Pouldergat községekkel határos.

## Népesség
A település népességének változása:
| Lakosok száma | 1085 | 1586 | 1627 | 1489 | 1546 | 1523 | 1516 | 1507 | 1485 | 1460 |
|               | 1968 | 1982 | 1990 | 2006 | 2013 | 2015 | 2017 | 2019 | 2020 | 2022 |